# حسام شبات
حسام باسل شَبَات (10 أكتوبر 2001–24 مارس 2025) هو مراسل صحفي فلسطيني من بيت حانون في قطاع غزة. درس حسام الإعلام وتكنولوجيا الاتصال في الكلية الجامعية للعلوم التطبيقية، وقد نشط في تغطية العدوان الإسرائيلي على غزة بعد اندلاع الحرب الفلسطينية الإسرائيلية وتوثيق الأحداث تحديداً في محافظتي شمال غزة وغزة، تعاون حسام مع قناة الجزيرة مباشر لتغطية أحداث الحرب وتبعاتها، واستهدفه طيران جيش الاحتلال الإسرائيلي أثناء ركوبه سيارته شرق جباليا مما أدى إلى ا ستشهاده إثر هذا القصف.
ساهم حسام أيضًا في موقع «دروب سايت نيوز». قتلت قوات جيش الاحتلال الإسرائيلي في اليوم ذاته قبل مقتل شبات الصحفي محمد منصور ليرتفع عدد ضحايا الصحفيين في الحرب إلى 208 صحفي وفقًا للمكتب الإعلامي الحكومي بقطاع غزة.
اتهم جيش الاحتلال الإسرائيلي حسامًا وخمسة صحفيين فلسطينيين آخرين في 23 أكتوبر 2024 أنهم أعضاء في حركتي حماس وحركة الجهاد الإسلامي في فلسطين وهي اتهامات نفاها شبات معتبرًا أنها تهديد لحياته، وقد أفاد شهود عيان بأن الهجوم بدا مستهدفًا، وأقر جيش الاحتلال لاحقًا بأنه كان يستهدف حسام شبات.

## نشأته
وُلد حسام شبات في بيت حانون بقطاع غزة، ودرس في قسم الإعلام وتكنولوجيا الاتصال في الكلية الجامعية للعلوم التطبيقية، وكان يطمح في تأسيس شركة للإعلام والتسويق. عمل أيضًا في قطاع الضيافة وامتلك مطعمًا دُمّر بعد ذلك في الحرب.

## اغتياله
هدد جيش الاحتلال سابقًا حسام شبات، وقد اتهموا ستة صحفيين بينهم شبات بانضمامهم إلى حركتي حماس والجهاد الإسلامي، وقد نفى حسام صلته بهذه الحركات وصرح أن هذه الاتهامات التحريضية تهدف إلى تهديد حياته وتبرير اغتياله.
قُتل شبات في غارة جوية إسرائيلية استهدفت سيارته بالقرب من بيت لاهيا في شمال غزة في 24 مارس 2025، وأفاد شهود عيان بأن الهجوم بدا مستهدفًا، وقُتل في اليوم نفسه الصحفي الفلسطيني محمد منصور في هجوم إسرائيلي منفصل في جنوب غزة.
أكد جيش الاحتلال الإسرائيلي في اليوم التالي أنه استهدف شبات عمدًا مدعيًا أنَّ "شبات نفّذ هجمات وشارك في أنشطة إرهابية ضد قوات الجيش الإسرائيلي ومواطني دولة إسرائيل خلال الحرب"، وقالوا أن هذا دليل آخر على "توظيف شبكة الجزيرة الإعلامية لإرهابيي حماس".